# Mond über Manhattan
Mond über Manhattan (engl. Moon Palace) ist ein Roman des amerikanischen Autors Paul Auster, der erstmals 1989 erschien. Die deutsche Übersetzung stammt von Werner Schmitz.

## Hintergrund
Der Roman schildert die Suche des jungen Marco Stanley Fogg nach seiner Identität. Paul Auster lässt diese Sinnsuche wechselweise in der Großstadt New York und im „Wilden“ Westen der USA spielen. Vor dem Hintergrund der späten 1960er Jahre in den USA mit allen Besonderheiten und Ereignissen wie der Mondlandung oder dem Vietnamkrieg sind wichtige Motive des Romans die Suche nach dem unbekannten Vater, die Bedeutung des Mondes und die Rolle des West-Movements (New-Frontier) in der amerikanischen Geschichte.

## Inhalt
- Erstes Kapitel:
  - Marcos vaterlose Kindheit, der Unfalltod der Mutter, das Leben mit seinem Onkel Victor, dessen Tod und Marcos Scheitern am College
  - finanzielle Probleme, Hunger
- Zweites Kapitel:
  - Obdachlosigkeit und Vegetieren im Central Park
  - Rettung durch die Zufallsbekanntschaft mit einem chinesischen Mädchen namens Kitty Wu und durch seinen Studienfreund Zimmer
- Drittes und Viertes Kapitel:
  - Beziehung mit Kitty Wu und Beginn der Arbeit als Vorleser beim steinreichen Thomas Effing, einem älteren, egozentrischen, blinden Herrn
- Fünftes Kapitel:
  - das Niederschreiben von Effings Lebensgeschichte und Nachruf; dessen Tod
- Sechstes Kapitel:
  - Marcos Zusammenleben mit Kitty Wu und das Zusammentreffen mit Effings Sohn Solomon Barber
  - die Erkenntnis, dass Solomon sein Vater und Effing sein Großvater war
  - Solomon Barbers Geschichte
  - Trennung von Kitty Wu, nach deren Abtreibung
- Siebtes Kapitel:
  - nach Solomons Tod Fußmarsch bis zur Pazifikküste und Beginn eines neuen Lebens

## Trivia
- Der Maler Ralph Albert Blakelock lebte tatsächlich von 1847 bis 1919. Die vom Romanhelden recherchierten Fakten entsprechen historisch anerkannten Tatsachen.
- Den Ort Bluff in Utah, der im Roman auftaucht, gibt es wirklich.
- Die historischen Bezüge auf die Move-West-Bewegung sind zum größten Teil korrekt, so zum Beispiel die Anspielungen Effings auf die Geschichte der Donner Party.
- Auch die Biographie des serbisch-amerikanischen Wissenschaftlers und Erfinders Nikola Tesla spielt eine Rolle in diesem  Roman.